# 變形金剛：萬獸崛起
是一部2023年美國科幻動作片，由小史蒂芬·卡普爾執導，喬比·哈諾德、達內爾·梅耶爾、喬許·彼得斯、埃里希·赫伯和喬恩·赫伯編劇。該片為「變形金剛系列電影」的第七部作品、2018年電影《大黃蜂》的直接續集、《變形金剛》重啟三部曲的開端，由安東尼·拉莫斯、多米妮可·斐許巴克、蘿倫·維萊斯和托貝·紐維吉主演，彼得·庫倫和朗·帕爾曼擔任主要配音員。
《變形金剛：萬獸崛起》2023年6月9日在美國上映。電影獲得褒貶不一的評價，多數影評人稱讚演員的演出和特效，但批評編劇老調重彈。

## 劇情
電影首先揭示了一段關於尤尼克隆如何吞噬強大金剛的家鄉的過程。作為一顆不易移動的活體星球，尤尼克隆派出了自己的大量的手下對星球進行入侵，包括大量的機械巨蠍，以及他的三位恐懼金剛手下─瘟疫、圈套和夜鶯對地面進行掃蕩，其目的不單只是吞噬另一顆星球而已，同時也是因為強大金剛一族所持有的特殊技術，也就是「傳送鑰匙(Warp Key)」。強大金剛的領袖聖猿(Apelinq)遭到一些巨蠍追捕，所幸被金剛王和神鷹及時趕來支援而解圍，之後便要求金剛王接替他成為強大金剛的領袖，並帶著傳送鑰匙離開這顆星球，否則取得超光速移動方式的尤尼克隆會對宇宙造成巨大的威脅。在金剛王、神鷹等人離開時，聖猿留下來拖延時間，和瘟疫對峙，但最終不幸落敗，其強大金剛的標誌也被瘟疫奪走、焊在肩膀上，不過其餘強大金剛們也順利逃出星球、並運用傳送鑰匙跳躍、使尤尼克隆和他的手下無法追蹤。之後，在不確定的時間點，強大金剛來到地球，並將傳送鑰匙、啟動密碼都拆成兩半、分別由金剛王和神鷹率領一部份的強大金剛所保管，金剛王率領著犀牛、黃豹潛藏在南美洲的一個隱密的部落、和人類共同生活。但是在這期間，強大金剛的數量也隨著時間慢慢減少。
接下來，時間來到1994年，和母親布萊安娜、弟弟克里斯住在布魯克林的男主角諾亞身上。他在被軍隊開除後一直過得相當不順利，在找工作時也頻頻碰壁，但是依然不想回過頭和過去的朋友進行劫車販賣的非法工作，不過最後因為克里斯的病情需要醫療費用而妥協，在某天晚上潛入一間派對場所的地下停車場，試著偷竊參加派對的富豪們的名貴車輛，並將目標鎖定在一輛保時捷964身上，殊不知那輛車其實是受到柯博文指派臥底潛藏的幻影，之後諾亞被幻影鎖在車內、並遭到警察追捕。
與此同時，同樣在布魯克林的考古學家艾蓮娜則在其上司─考古學家吉蓮不在時，偷偷研究一座從南美洲運送來的老鷹雕像，但是卻意外將其損壞、並啟動了裝設在其中的、一半的傳送鑰匙，鑰匙的啟動形成了巨大的電磁波衝擊，其波段雖然不會被人類的肉眼或儀器所察覺，但是對變形金剛們卻是非常耀眼的信號，吸引了柯博文等博派金剛、以及遠在天邊的恐懼金剛們的注意、尤尼克隆也因此將瘟疫、圈套和夜鷹派往地球。
在那之後，幻影強行帶著諾亞來到博派的秘密會合地點，見到了其他成員，引起柯博文的不滿，不過他們同時也在討論如何取得傳送鑰匙，最後在幻影的大力推薦下、博派和諾亞達成協議，諾亞協助他們從博物館偷出傳送鑰匙、好讓博派們可以回到賽博坦，然後他可以把變形成名貴車輛的幻影「賣掉」。
接著，諾亞搭乘變形成垃圾車的幻影潛入艾蓮娜所在的博物館，並且順利潛入，不過在要偷走鑰匙時和艾蓮娜發生爭執，而恐懼金剛們也抵達博物館，並發動攻擊。之後事先躲藏在博物館周圍的博派金剛們現身、和三名恐懼金剛交戰，瘟疫則派出他的迷你金剛─冰凍(Freezer)和諾瓦肯(Novakane)進入博物館裡、追殺諾亞和艾蓮娜。在尤尼克隆的力量加持下、三位恐懼金剛面對博派佔盡上風，瘟疫在柯博文面前殺死了大黃蜂、並將其博派標誌取下、焊在自己的肩膀盔甲上，最後是同樣接受到信號的強大金剛─神鷹前來支援，才讓剩餘博派與諾亞、艾蓮娜順利脫困，不過也失去了其中一半的鑰匙，而且神鷹身上也被瘟疫留下記號。
在那之後，神鷹將關於強大金剛、傳送鑰匙的資訊告訴了博派金剛們、諾亞、艾蓮娜，最後他們最後決定前往金剛王所在南美洲，確保另一半鑰匙安全無虞。艾蓮娜出於考古學家對知識的追求決定前往，而諾亞則是暗中打算摧毀鑰匙、使尤尼克隆無法來到地球、威脅他的家鄉。在諾亞短暫回家取得一些必需品時，克里斯剛好目擊機器人模式的幻影，諾亞只好告訴他真相，而克里斯也偷偷地要求幻影一定要保護好諾亞。隨後博派金剛們聯絡了變形成運輸機的同溫層，全員一起前往南美洲。
在他們抵達南美洲後，先與駐守在當地的輪傑會合，並在神鷹的帶領下和由金剛王率領的一派見面，並來到了他們所居住的人類部落。在那之後，雙方共同討論的結果是，由諾亞和艾蓮娜負責去找出金剛王先前埋藏在地底的鑰匙，以免被恐懼金剛們找到，於是艾蓮娜、雅希和諾亞便搭乘輪傑的載具形態來到正在節慶中的市區、諾亞和艾蓮娜下車後混入群眾中，並來到神廟入口、解開入口的謎題後進入地下隧道中。但與此同時，恐懼金剛們也一路追到南美洲，並且決定讓博派等人先為他們找到鑰匙、之後再直接搶過來，瘟疫再次派出了他的迷你金剛追蹤諾亞和艾蓮娜。諾亞和艾蓮娜在取得鑰匙後、一路逃跑直到成功到達輪傑的車廂裡，而其餘恐懼金剛也動身攔截，博派和強大金剛們前來支援、和恐懼金剛們山路上展開追擊，但是瘟疫在神鷹身上留下的記號發揮作用、讓瘟疫可以控制神鷹。最後鑰匙被搶走、金剛王也不得不親自殺死被控制感染的神鷹。
在那之後，恐懼金剛開始召喚尤尼克隆的儀式，在一處山谷中召喚了一座巨大的平台，準備用傳送鑰匙直接把尤尼克隆傳送到地球就近吞噬。而博派和強大金剛的陣營，在經過討論和重整士氣後，決定再次和恐懼金剛們戰鬥，並且由諾亞和艾蓮娜在其他人吸引注意時將鑰匙偷走。接下來便是計畫執行的時候，所有博派金剛和強大金剛們朝恐懼金剛和大量的機械巨蠍發動攻擊。於此同時諾亞和艾蓮娜偷偷的通過平台下的地下管道準備偷走鑰匙。在戰鬥過程中，同溫層在著被鑰匙啟動時的能量波衝擊到而復活的大黃蜂來到戰場支援，大黃蜂在降落的過程中抓住夜鷹、並引誘瘟疫朝他射擊、殺死夜鷹，而柯博文也和金剛王合作解決圈套。而在偷鑰匙的過程中，諾亞不幸被瘟疫發現，於是在艾蓮娜繼續嘗試偷走鑰匙時，諾亞吸引瘟疫的注意，而在瘟疫嘗試殺死諾亞時，幻影前來保護他，並在瘟疫的炮轟下慘死，不過在柯博文前來和瘟疫交戰時，幻影的意識再次上線，不過機體損毀嚴重，改將自己還能活動的零件卸下、在諾亞身上組合成一套戰鬥服，之後柯博文成功擊殺瘟疫，並奪回其肩膀盔甲上大黃蜂的博派標誌。同時，艾蓮娜也順利解除鑰匙的啟動，引發了整體平台逐漸被已經有部分來到地球的尤尼克隆吞噬、強大金剛和博派金剛們順利逃脫。
最後，博派金剛和強大金剛們道別，搭乘同溫層回到北美洲，而諾亞和艾蓮娜也回歸他們的日常生活，艾蓮娜在南美洲的發現成為考古學界的新星，而諾亞順利用戰鬥服的零件和自己的電子才能將幻影的身體重新組裝回去，之後在應徵工作時被特種部隊招攬，並發現他們在南美洲的行動已經被特種部隊察覺了。

## 演員

### 人類
- 安東尼·拉莫斯飾演諾亞·狄亞茲（Noah Diaz）：與家人居住在布魯克林的前軍事電子學家[10][11]。
- 多米妮可·斐許巴克飾演艾蓮娜·華勒斯（Elena Wallace）：在博物館工作的遺物研究員[11]。
- 蘿倫·維萊斯飾演布萊安娜·狄亞茲（Breanna Diaz）：諾亞的媽媽[12]。
- 迪恩飾演克里斯·狄亞茲（Kris Diaz）：諾亞的弟弟[12]。
- 莎拉·布萊曼飾演吉蓮（Jillian）：艾蓮娜的上司[12]。
- 麥可·凱利飾演柏克（Burke）：片尾招募諾亞的探員[12]。
- 杜比·馬圭爾飾演里克（Reek）：諾亞和艾蓮娜的夥伴[13][14]。

### 變形金剛

#### 博派（Autobots）
- 彼得·庫倫聲演柯博文（Optimus Prime）：博派的領袖[15]。造型延續其在《大黃蜂》中的表現，變形為一輛弗萊納半掛式卡車頭，不過載具型態的車頭前方增加了更大的防撞桿。因為自己的決定使眾人被迫困在地球而無法回到賽博坦所以內疚自責，性格有些暴躁，並且不信任人類。
- 大黃蜂：博派偵察兵，造型大致接近前作中最後的型態。尚未回復語音能力。
- 皮特·戴维森聲演幻影（英语：Mirage (Transformers)）：博派間諜，變換形態為1990年代的銀藍色保時捷964[16]。個性幽默風趣，最早和人類男主角諾亞接觸的變形金剛。
- 萊莎·寇希聲演雅希（Arcee）：博派女指揮官，變換形態為杜卡迪916（英语：Ducati 916）[17]。體型嬌小，可以躲在輪傑的載具形態車廂內。
- 克里斯托·费尔南德斯聲演輪傑（Wheeljack）：博派科學家和技師，變換形態為大众面包车[17]。因為隱藏在拉丁美洲，而有很重的西班牙口音。
- 約翰·迪·馬吉歐聲演同溫層（Stratosphere）：博派運輸兵，變換形態為C-119或C-82運輸機[17]。個性溫和的博派老兵，體型巨大，變形後可以容納包含科博文在內的全體博派成員，但是因為機體老舊，故障頻出，第一次出場的降落比較偏向墜機，因此幻影不太想搭乘他移動。

#### 強大金剛（Maximals）
- 朗·帕爾曼聲演金剛王（Optimus Primal）：強大金剛的領袖，可以變形成大猩猩[18]。
- 楊紫瓊聲演神鷹（英语：Airazor）：強大金剛成員，變換形態為游隼。
- 大衛·索博洛夫（英语：David Sobolov）聲演犀牛（英语：Rhinox）：強大金剛成員，變換形態為犀牛[16]。
- 湯加伊·雀瑞薩（英语：Tongayi Chirisa）聲演黃豹（英语：Cheetor）：強大金剛偵察兵，變換形態為獵豹。

#### 恐懼金剛（Terrorcons）
- 彼特·丁拉基聲演天灾（Scourge）：恐懼金剛的領袖、賞金獵人，變換形態為彼得比爾特（英语：Peterbilt）359半掛式卡車[16]。在麥可貝版本的變形金剛系列前三集中，柯博文的載具模式也是彼得比爾特半掛式長鼻卡車，因此在粉絲之間引發相關的猜測。
- 大衛·索博洛夫聲演圈套（Battletrap）：恐懼金剛成員，變換形態為橙色雪佛蘭科迪亞克（英语：Chevrolet Kodiak）貨車[19]。
- 米凱拉·潔·羅德里奎斯聲演夜鶯（英语：Nightbird (Transformers)）：恐懼金剛女成員，變換形態為日產Skyline GT-R[16][20]。

#### 其他角色
- 撒克巨人：恐懼金剛成員，變換形態為長滿苔蘚的蠍子。
- 科爾曼·多明戈聲演宇宙大帝(Unicron)：會吞噬行星的恐懼金剛主人，力量巨大，但機動性極低。在本作中僅以巨大移動機械行星的狀態出場。

## 製作

### 發展
2020年1月，據報導派拉蒙影業正在製作兩部不同的變形金剛電影，一部由詹姆斯·范德比爾特編劇，另一部由喬比·哈諾德編劇。2020年11月16日，小史蒂芬·卡普爾受聘執導哈諾德編劇的電影。2021年4月29日，據報導達內爾·梅耶爾（Darnell Metayer）和喬許·彼得斯（Josh Peters）受聘改寫哈諾德的劇本。2021年6月22日，洛倫佐·迪·波納文圖拉和卡普爾透露，該片正式片名為《變形金剛：萬獸崛起》（Transformers: Rise of the Beasts），而強大金剛、掠奪金剛和恐懼金剛將出現於電影之中。

### 選角
2021年4月，安東尼·拉莫斯加入演員陣容，飾演主角。同月，多米妮可·斐許巴克加入演員陣容。2021年6月，蘿倫·維萊斯透露她將出演電影。同月，據透露彼得·庫倫將回歸聲演柯博文，而朗·帕爾曼加入配音陣容，聲演金剛王。

### 拍攝
主體拍攝於2021年6月7日在洛杉磯開始進行。拍攝也預計在秘魯的馬丘比丘進行。10月21日，導演宣佈拍攝已經殺青。

## 發行
《變形金剛：萬獸崛起》原定2022年6月24日在美國上映。2021年11月，宣佈電影延期至2023年6月9日在美國上映。

## 迴響

### 評價
根据評論匯總网站爛番茄汇总的236篇评论文章，52%的评论家给予该作正面评价，平均打分为5.2分（满分10分）觀眾投票獲得83%的分數，平均得分為4.2／5。在Metacritic上，51位影評人共給予了42分的分數（滿分100分），這部電影獲得了「評價褒貶不一或一般」。

### 票房
北美首周末三天收入6050万美元位列冠军，最终数字为1.57亿。
中国大陆首周三天取得2.76亿人民币列第一位，最终成绩6.55亿元。
本片在秘鲁创造了影史票房纪录，收获1463万美元，该成绩仅次于美国，中国和墨西哥位列全球市场第四位。
| 上一届： 《蜘蛛人：穿越新宇宙》   | 2023年中國內地一周票房冠軍 第23-24週 | 下一届： 《消失的她》 |
| 上一届： 《蜘蛛人：穿越新宇宙》   | 2023年美國週末票房冠軍 第23週        | 下一届： 《閃電俠》   |
| 上一届： 《蜘蛛俠：飛躍蜘蛛宇宙》 | 2023年香港一週票房冠軍 第23週        | 下一届： 《閃電俠》   |
| 上一届： 《蜘蛛俠：飛躍蜘蛛宇宙》 | 2023年香港週末票房冠軍 第24週        | 下一届： 《閃電俠》   |
| 上一届： 《玩命關頭X》            | 2023年台北週末票房冠軍 第24週        | 下一届： 《閃電俠》   |

## 未來
2022年2月，派拉蒙影業於維亞康姆CBS集團投資者大會上公告《變形金剛：萬獸崛起》將於2023年問世，也會是全新三部曲電影的首部曲。

## 外部連結
- 互联网电影数据库（IMDb）上《變形金剛：萬獸崛起》的资料（英文）
- Metacritic上《變形金剛：萬獸崛起》的資料（英文）
- 爛番茄上《變形金剛：萬獸崛起》的資料（英文）
- AllMovie上《變形金剛：萬獸崛起》的资料（英文）
- Box Office Mojo上《變形金剛：萬獸崛起》的資料（英文）
- 開眼電影網上《變形金剛：萬獸崛起》的資料（繁體中文）
- 时光网上《變形金剛：萬獸崛起》的資料（简体中文）
- 豆瓣电影上《變形金剛：萬獸崛起》的資料 （简体中文）